# Salón de la Justicia (cómic)
El Salón de la Justicia es la sede ficticia que aparece en los cómics estadounidenses publicados por DC Comics. El Salón de la Justicia sirve como sede de la Liga de la Justicia.
Se introdujo por primera vez en la serie animada Súper amigos el 8 de septiembre de 1973 y finalmente apareció en títulos de cómics relacionados con la Liga de la Justicia, así como en videojuegos y otros medios. El programa fue producido por Hanna-Barbera, una división de Taft Broadcasting, con sede en Cincinnati. Uno de los animadores, Al Gmuer, probablemente visitó Cincinnati Union Terminal mientras asistía a reuniones y confirmó que se inspiró en la terminal para diseñar la sede de los superhéroes.
Union Terminal también apareció en la serie de cómics de DC de 1996 Terminal City. La atracción Six Flags Magic Mountain: Justice League: Battle for Metropolis es una réplica del Salón de la Justicia, y el edificio que inicialmente albergaba el Museo de Superhéroes del Salón de los Héroes en Elkhart, Indiana, se inspiró en el Salón de la Justicia, aunque a menor escala.

## Historia del diseño
En 1973, la American Broadcasting Company (ABC) adquirió los derechos de los personajes de DC Comics y se asoció con la compañía de animación Hanna-Barbera para adaptar el cómic de la Liga de la Justicia de América para la televisión, cambiando el nombre a Súper amigos y adaptando varios elementos de los cómics sean más familiares. Los productores de la serie "querían una gran sede para sus héroes". La tarea fue asignada a Al Gmuer, supervisor de fondo de Hanna-Barbera durante más de 30 años, con conocimientos de arquitectura.
Gmuer aparentemente modeló la fortaleza después de la Union Terminal art deco en Cincinnati, Ohio, una estación de tren convertida en museo. Gmuer "dibujó un edificio que casi se parecía al producto terminado", y entregó el boceto a la red, "donde se convirtió en el aspecto de Union Terminal que se conoce hoy". Al igual que la Union Terminal, la fachada de la Sala de Justicia es un semicírculo monumental, con un semicírculo de ventanas divididas verticalmente por parteluces, y una marquesina horizontal corriendo a lo largo de debajo de las ventanas. Está flanqueado por torres cuadradas, de igual altura que la cúpula (a diferencia de los elementos flanqueantes mucho más cortos de Union Terminal). Cincinnati también fue el lugar donde se encontraba la matriz corporativa de Hanna-Barbera en ese momento, Taft Broadcasting. Gmuer comentó más tarde sobre el Salón de la Justicia animado: "A la larga, odié ese edificio... Por la forma en que está diseñado, no fue fácil de dibujar. Tuve pesadillas con ese maldito edificio".

## Historia ficticia

### Súper Amigos
El Salón apareció en el primer episodio de la serie Súper amigos, que se estrenó el 8 de septiembre de 1973. Fue dibujado originalmente por Al Gmuer, supervisor de fondo para Hanna-Barbera por más de 30 años. Gmuer modeló la fortaleza después de la terminal art déco Unión en Cincinnati, Ohio, una estación de tren convertido en museo.
El salón sirve como punto de encuentro central para los Super Amigos. El Jet Invisible de la Mujer Maravilla y el Batimobile se veían a menudo descansando en el césped delantero, cerca de la gran fuente y la escultura que estaban siempre presentes. La Sala contiene el TroublAlert, una estación de monitoreo computarizada que advertiría a los héroes de una nueva amenaza. El Salón también alberga un ordenador gigante que los Super Amigos usan para analizar pistas. A mediados de la década de 1980, el Salón de la Justicia tenía una remodelación importante, más grande y más parecida a una cúpula, con una forma general de pentágono, aunque la entrada se parecía a la versión anterior; Al mismo tiempo los Super Amigos cambiaron su apodo del equipo del superhéroe al Equipo Super Poderoso. 
En el episodio "Universo del Mal", los malvados Super Enemigos de un universo paralelo se encuentran en un "Salón del Mal". Era idéntica en apariencia al Salón de la Justicia, con la adición de una cabeza estilo gárgola por encima de la entrada principal. 

### En los cómics
Originalmente, en la Pre-Crisis en tierras infinitas, el Salón de la Justicia se ubicó en Ciudad Gótica en la serie de cómics Super Amigos (fuera de la continuidad de entonces - DC, aunque intentaron empatar la serie cómica de Super Amigos con Tierra-Uno En varias ocasiones, como lo atestiguaron varias instancias posteriores en otros libros de DC, como Justice League of America (1960-1986 series, Vol. 1) # 135, y un número de DC Comics Presents, con los Guardianes Globales).
Después de los acontecimientos de la Crisis infinita y un año más adelante, el pasillo de la justicia se introduce verdad en la continuidad de los tebeos de DC en Liga de la justicia de América vol. 2 # 7 (mayo de 2007). Después de que la anterior Atalaya fue destruida y la Liga se había disuelto, un año más tarde, las reformas de la JLA y con ella una nueva Atalaya de Satélites se construyó en el espacio, junto con una versión actualizada del Salón de Justicia en la Tierra. El Salón más nuevo se encuentra en la parte superior de la ubicación de las antiguas bases de la Sociedad de la Justicia de América y el All-Star Squadron, anteriormente conocido como Perisphere, que existió allí durante la Segunda Guerra Mundial. El Salón fue diseñado por John Stewart y Mujer Maravilla y fue financiado por Batman. A diferencia de la Super Amigos el Salón, no está diseñado para ser la sede central de los héroes, sino más bien un museo de las clases para que el público pueda presenciar de primera mano lo que hacen los héroes. Hay muchas exposiciones, incluyendo salas de trofeos de armas usadas por villanos y héroes (todos los cuales fueron desmantelados y hechos inútiles por Batman). Tiene una sala de reuniones principal en la que se celebran muchas reuniones de la JLA, con Canario Negro como presidenta. El Salón también funciona como una estación de transferencia para los héroes en los que está conectado, a través de "toboganes" teletransportadores, a la Torre de Vigilancia en órbita de la Liga, que se considera un lugar más seguro para que la JLA se reúna. 
La Sala de Justicia es entonces apropiada por las Naciones Unidas como la sede de la nueva Liga de la Justicia Internacional, poco después de los acontecimientos de Flashpoint, en la que se ha establecido una nueva continuidad, también conocida como "Los Nuevos 52". Esto causa indignación pública, con muchos ciudadanos ofendiendo la idea de superhéroes de países extranjeros usando un hito americano como su base de operaciones. Dos de los manifestantes indignados explotan más tarde el Salón.

## Versiones alternativas
En Kingdom Come, el edificio de la Sede de las Naciones Unidas se asemeja mucho al Salón de Justicia como se representa en Superamigos, al igual que la prisión metahumana se asemeja a la sede de dibujos animados de la Legión de la Perdición. 
En Amalgam Comics, el Salón de Justicia se fusiona con Mansión de los Vengadores para crear JLA Mansión.

## Otras apariciones

### Televisión

#### Lois & Clark: Las nuevas aventuras de Superman
En Lois & Clark, el término "Salón de la Justicia" se usaba regularmente para referirse a la sede de la policía de la ciudad. El edificio apareció como el foco de una trama criminal en el episodio de la cuarta temporada, "Arma Letal". Como el criminal, el Sr. Gadget, intentó nivelar el edificio usando un arma sónica, el nombre de "Salón de la Justicia" En su fachada. Tenía poca semejanza con el Salón de la Justicia de los Super Amigos, sino más bien era del falso diseño grecorromano típico de muchos pre-World War II Estados Unidos edificios públicos. 

#### Superman: La Serie Animada
En la segunda parte del episodio "Apokolips ... Ahora!" De Superman: la serie animada, Superman se ve luchando contra Parademonios delante de un edificio que se parece al Salón de la Justicia. 

#### Los Jóvenes Titanes
En la serie de televisión animada Los Jóvenes Titanes, un edificio parecido al Salón se muestra en la secuencia inicial del show, en la ciudad detrás de Torre de los Titanes.

#### Liga de la Justicia Ilimitada
En el episodio "Ultimatum" de la serie de televisión animada Liga de la Justicia Ilimitada, los Ultimen tienen una sede en un alto rascacielos. La parte superior de su edificio se parece al Salón de la Justicia de la serie de televisión Super Amigos. Más tarde, en la serie de la carrera, la Liga de la Justicia abre una embajada en la Tierra llamada MetroTorre (Metrotower en inglés) que se asemeja a la Sala de Justicia.

#### The Batman
En la serie animada de televisión The Batman, la sede de la Liga de Justicia se asemeja al Salón de la Justicia. Sin embargo, no es un edificio en la Tierra, sino más bien un satélite, orbitando sobre la Tierra. Esta sede, aunque similar en vista a la Sala, ha sido identificada como la Torre de vigilancia. 

#### Batman: The Brave and the Bold
En el episodio 32 de la serie de televisión animada Batman: The Brave and the Bold titulada "Sidekicks Assemble!", El Salón de Justicia hace una breve aparición al principio de la historia en la que Batman despacha a Robin, Aqualad y Speedy en una misión. 

#### Justicia Joven
El Salón de la Justicia aparece en la serie animada Young Justice. El primer episodio revela sin embargo que el Salón de la Justicia es una portada pública para los teletransportadores que conducen a la Atalaya de la Liga de Justicia. El Salón de la Justicia es destruido en el episodio "Cornered" después de que L-Ron use su mecanismo de autodestrucción.

#### Justice League Action
El Salón de la Justicia aparece en la serie animada Justice League Action, episodio, "Night of the Bat (Shazam Slam: Part 3)", después de ser destruido por Djinn Uthool.

#### Robot Chicken DC Comics Especial
El Salón de la Justicia es un lugar destacado como parte del Robot Chicken DC Comics Special.

#### Liga de granja
Como parte de DC Nation Shorts, la Just'a Lotta Animals ofrece el granero de la justicia. 

#### The Flash
En el episodio Flash 8 "Invasion!", S.T.A.R. Labs tiene un antiguo hangar que se parece al Salón de la Justicia. Sirve como base de operaciones para los héroes reunidos durante los eventos Crossover de la Invasión!

#### DC Super Amigos
En la animación original DC-Super Friends: The Joker's Playhouse (2010), el Joker se hace cargo del Salón de la Justicia y los Super Amigos corren la gama para reclamarlo.

### Cine

#### DC Liga de Supermascotas
El Salón de la Justicia ha aparecido en DC Liga de Supermascotas (2022).

### Videojuegos
- El Salón de la Justicia es una etapa jugable en la Injustice: Dioses entre nosotros.[20]
- El Salón de la Justicia es un lugar principal en Lego Batman 3: Beyond Gotham.[21]

### Juguetes
El Salón de la Justicia fue hecho por primera vez en un juego asociado con los superhéroes más grandes del mundo por Mego en 1976. El playset fue de cartón de plástico cubierto que se dobló y se enganchó con un bloqueo de cerradura de metal con una manija de transporte en el techo. Había una mesa de reuniones que tenía un mapa de la tierra y un mapa de galaxias, una consola de desastre y una cámara de translocación y un dial para los villanos. El Salón de la Justicia se convirtió en un segundo juego en 1984 asociado con la línea de Super Powers Collection de Kenner. El juego constaba de tres partes, ninguno que tuviera ningún parecido particular con el interior de la serie. Su exterior es amarillo y carece de la profundidad del edificio como se muestra en la serie. La sección central es azul con un ascensor rojo que va al tejado. Hay varias cámaras de teletransporte que están diseñadas principalmente para permitir que el juguete sirva como una maleta de transporte. También hay una celda de la cárcel para la celebración de uno o dos supervilanos. Entre la decoración están los relojes de la zona horaria para las localizaciones tales como metrópolis, Ciudad Gótica, ciudad de Midway, ciudad central, Atlantis, y New York City, las bases principales de la operación para los miembros. 
Mediante la recolección de Young Justice 2 paquetes de los consumidores pueden construir un Salón de Justicia que viene con cada conjunto.